# Stopslovo
Jako stopslova se při počítačovém zpracování přirozeného jazyka označují slova, která se v daném jazyce vyskytují často, ale nenesou žádnou významovou informaci, mají zpravidla pouze syntaktický význam. Typicky se jedná o spojky, předložky atp. Seznam takových slov (též označovaný jako negativní slovník) používají plnotextové vyhledávače a při sestavování indexu tato slova zcela ignorují, neboť jsou pro vyhledávání neužitečná.
I při jiných formách počítačového zpracování textových dokumentů se stopslova často vypouštějí, neboť tak dojde jak ke zmenšení zpracovávaného dokumentu, tak i ke zkrácení doby nutné pro jeho zpracování.
Při použití lemmatizace může slovník obsahovat pouze základní tvary, v opačném případě musí obsahovat všechny používané tvary stopslov.
V češtině mezi stopslova mohou být zařazeny např. spojky (a, aby, ale, ani, …), předložky (na, pro, u, …), zájmena (její, my, on), málovýznamová slovesa (být, mít). V jiných jazycích patří mezi typická stopslova také určité a neurčité členy. V konkrétních kontextech často mezi stopslova bývají zařazena slova v daném kontextu příliš častá (např. při vyhledávání na WWW tak jsou často ignorována slova jako www či com).
Za vynálezce stopslov bývá považován Hans Peter Luhn.